# Argentimetria
En química analítica, argentimetria és un tipus de valoració química on el valorant és el catió argent(1+). Normalment, s'utilitza per determinar la quantitat de clorur present en una mostra. La mostra és valorada amb la solució de nitrat d'argent de composició coneguda. Els ions clorur reaccionen amb el catió argent(1+) per donar el precipitat clorur d'argent:
Cl− (aq) + Ag+ (aq) → AgCl (s) (Ksp = 1.70 × 10−10)

## Mètode Volhard
Un exemple de valoració per retrocés, el mètode Volhard, establert per Jacob Volhard, consisteix en l'addició d'un excés de nitrat d'argent a l'analit; el clorur d'argent es filtra, i el nitrat d'argent en excés es valora amb tiocianat d'amoni, utilitzant com a indicador sulfat de ferro amoni com a indicador que és de color vermell sang [Fe(OH₂)₅(SCN)]2+ al punt final:
Ag+ (aq) + SCN− (aq) → AgSCN (s) (Ksp = 1.16 × 10−12)
Fe(OH)(OH₂)₅2+ (aq) + SCN− (aq)→ [Fe(OH₂)₅(SCN)]2+ + OH−

## Mètode Mohr
En el mètode Mohr, en honor de Karl Friedrich Mohr, el cromat de potassi és un indicador que es torna vermell cromat d'argent després que tot el clorur hagi reaccionat:
2Ag+ (aq) + CrO₄2- (aq) → Ag₂CrO₄ (s) (Ksp = 9 × 10−12)
La solució necessita estar en un pH neutre, ja que l'hidròxid d'argent es forma a pH alts, mentre que l'ió cromat forma Cr₂O₄ a pH baixos, reduint la concentració d'ions cromat, i retardant la formació de precipitat. Els carbonats i els fosfats precipiten en presència d'argent, per tant, no han d'estar en la dissolució per evitar uns resultats inexactes.
El mètode Mohr pot ser acceptat per determinar la quantitat total de clor que conté una mostra calcinant-la amb calci, llavors acetat de ferro. L'acetat de calci fixa el clor lliure, precipita el carbonat i neutralitza la solució resultant. L'acetat de ferro s'endú tot els fosfats. Els clorurs es dipositen al residu i es valora.

## Mètode Fajans
En el mètode Fajans, anomenat per Kazimierz Fajans, normalment s'utilitza diclorofloresceïna com a indicador; el punt final s'observa per una suspensió verda que es torna rosa. Abans del punt final de la valoració, els ions clorur queden en excés. Aquest s'adsorbeixen sobre AgCl, donant càrrega negativa a les partícules. Un cop passat el punt final, l'excés d'ions plata (I) s'adsorbeixen sobre la superfície de AgCl, donant càrrega positiva. Els indicadors aniònics com la diclorofloresceïna són atrets cap a les partícules, i duen a terme un canvi de color, cosa que representa el punt final. L'eosina (tetrabromofloresceïna) s'utilitza per valorar enfront dels ions bromur, iodur, i tiocianat, donant un punt final més marcat que amb diclorofloresceïna. No és adequat per valorar clorurs, ja que s'enllacen fortament amb AgCl.